# Dikasterium pro společnosti zasvěceného života a společnosti apoštolského života
Dikasterium pro společnosti zasvěceného života a společnosti apoštolského života (latinsky Dicasterium pro Institutis Vitae Consecratae et Societatibus Vitae Apostolicae	) je jedním z šestnácti dikasterií římské kurie.

## Historie a současnost
Dne 27. května 1586 byla založena Kongregace pro řeholníky, kterou založil papež Sixtus V. Roku 1601 byla přesunuta do Kongregace pro biskupy a řeholníky. Na začátku 20. století dne 29. června 1908 byla obnovena jako Kongregace pro řeholníky a 8. září stejného roku byla spojena s Kongregací pro biskupy a řeholníky. Dne 15. srpna 1967 byla přejmenována na Kongregaci pro řeholníky a sekulární instituty a dne 28. června 1988 byla přejmenována na Kongregaci pro společnosti zasvěceného života a společnosti apoštolského života. Papež František apoštolskou konstitucí Praedicate Evangelium k 5. červnu 2022 změnil název této organizace na "Dikasterium pro společnosti zasvěceného života a společnosti apoštolského života".

## Prefekti dikasteria
- José de Calasanz Vives y Tuto (1908–1913)
- Ottavio Cagiano de Azevedo (1913–1915)
- Domenico Serafini (1916–1916)
- Diomede Falconio (1916–1917)
- Giulio Tonti (1917–1918)
- Raffaele Scapinelli di Léguigno (1918–1920)
- Teodoro Valfré di Bonzo (1920–1922)
- Camillo Laurenti (1922–1928)
- Alexis-Henri-Marie Lépicier (1928–1935)
- Vincenzo Lapuma (1935–1943)
- Luigi Lavitrano (1945–1950)
- Clemente Micara (1950–1953)
- Valerio Valeri (1953–1963)
- Ildebrando Antoniutti (1963–1973)
- Arturo Tabera Araoz (1973–1975)
- Eduardo Francisco Pironio, pro-prefekt (1975–1976); prefekt (1976–1984)
- Jean Jérôme Hamer, pro-prefekt (1984–1985); prefekt (1985–1992)
- Eduardo Martínez Somalo (1992–2004)
- Franc Rodé (2004–2011)
- João Braz de Aviz (2011–2025)
- Simona Brambilla (od r. 2025)